# Fontenay-Torcy
Fontenay-Torcy és un municipi francès, situat al departament de l'Oise i a la regió dels Alts de França. L'any 2007 tenia 124 habitants.

## Demografia

### Població
El 2007 la població de fet de Fontenay-Torcy era de 124 persones. Hi havia 50 famílies de les quals 8 eren unipersonals (4 homes vivint sols i 4 dones vivint soles), 21 parelles sense fills i 21 parelles amb fills.
La població ha evolucionat segons el següent gràfic:
Habitants censats

### Habitatges
El 2007 hi havia 71 habitatges, 50 eren l'habitatge principal de la família, 19 eren segones residències i 2 estaven desocupats. Tots els 71 habitatges eren cases. Dels 50 habitatges principals, 41 estaven ocupats pels seus propietaris, 7 estaven llogats i ocupats pels llogaters i 1 estava cedit a títol gratuït; 1 tenia dues cambres, 7 en tenien tres, 22 en tenien quatre i 19 en tenien cinc o més. 26 habitatges disposaven pel capbaix d'una plaça de pàrquing. A 29 habitatges hi havia un automòbil i a 18 n'hi havia dos o més.

### Piràmide de població
La piràmide de població per edats i sexe el 2009 era:
| Homes | Edats   | Dones |
| ----- | ------- | ----- |
| 0     | 95 o +  | 0     |
| 0     | 90 a 94 | 0     |
| 0     | 85 a 89 | 0     |
| 0     | 80 a 84 | 0     |
| 0     | 75 a 79 | 4     |
| 0     | 70 a 74 | 8     |
| 4     | 65 a 69 | 8     |
| 0     | 60 a 64 | 0     |
| 12    | 55 a 59 | 0     |
| 12    | 50 a 54 | 12    |
| 0     | 45 a 49 | 4     |
| 4     | 40 a 44 | 0     |
| 0     | 35 a 39 | 0     |
| 0     | 30 a 34 | 0     |
| 8     | 25 a 29 | 4     |
| 0     | 20 a 24 | 0     |
| 0     | 15 a 19 | 4     |
| 0     | 10 a 14 | 0     |
| 4     | 5 a 9   | 0     |
| 4     | 0 a 4   | 4     |

## Economia
El 2007 la població en edat de treballar era de 89 persones, 63 eren actives i 26 eren inactives. De les 63 persones actives 55 estaven ocupades (33 homes i 22 dones) i 7 estaven aturades (7 dones i 7 dones). De les 26 persones inactives 12 estaven jubilades, 5 estaven estudiant i 9 estaven classificades com a «altres inactius».
Activitats econòmiques
Dels 5 establiments que hi havia el 2007, 2 eren d'empreses de comerç i reparació d'automòbils, 1 d'una empresa de transport, 1 d'una empresa financera i 1 d'una empresa classificada com a «altres activitats de serveis».
L'únic servei als particulars que hi havia el 2009 era un taller de reparació d'automòbils i de material agrícola.
L'any 2000 a Fontenay-Torcy hi havia 12 explotacions agrícoles que ocupaven un total de 408 hectàrees.

## Poblacions més properes
El següent diagrama mostra les poblacions més properes.